# Spektroheliograf
Spektroheliograf je astronomický přístroj určený k pozorování Slunce. S jeho pomocí lze vytvářet fotografie slunce na jediné vlnové délce světla tj. s použitím monochromatického záření. Vlnová délka je zvolena tak aby byla shodná s jednou z čar chemických prvků přítomných na Slunci.
Spektroheliograf vyvinuli nezávisle na sobě George Ellery Hale a Henri-Alexandre Deslandres roku 1890. Dále jej zdokonalil roku 1932 Robert Raynolds McMath, což umožnilo pořizování filmových záznamů.
Přístroj tvoří optický hranol nebo difrakční mřížka a úzká štěrbina sloužící k oddělení jediné vlnové délky (monochromátor). Světlo je zaostřeno na fotografický film a pohybem štěrbiny se dosahuje vytvoření celého obrazu Slunce.